# Duarte Mendes de Sampaio
Duarte Mendes de Sampaio (Desterro, 26 de novembro de 1762 — Rio de Janeiro, 1 de fevereiro de 1846) foi um religioso brasileiro.
É patrono da cadeira 6 da Academia Catarinense de Letras.